# 无领平睾吸虫
无领平睾吸虫（学名：Pittacium pittacium）为嗜眼科无领平睾属的动物。分布于巴西、俄罗斯以及中国大陆的福建平潭岛等地，营寄生生活，终末宿主白腰灼鹬、翻石鹬、大灼鹬以及寄生在肠管。